# Supplicia canum

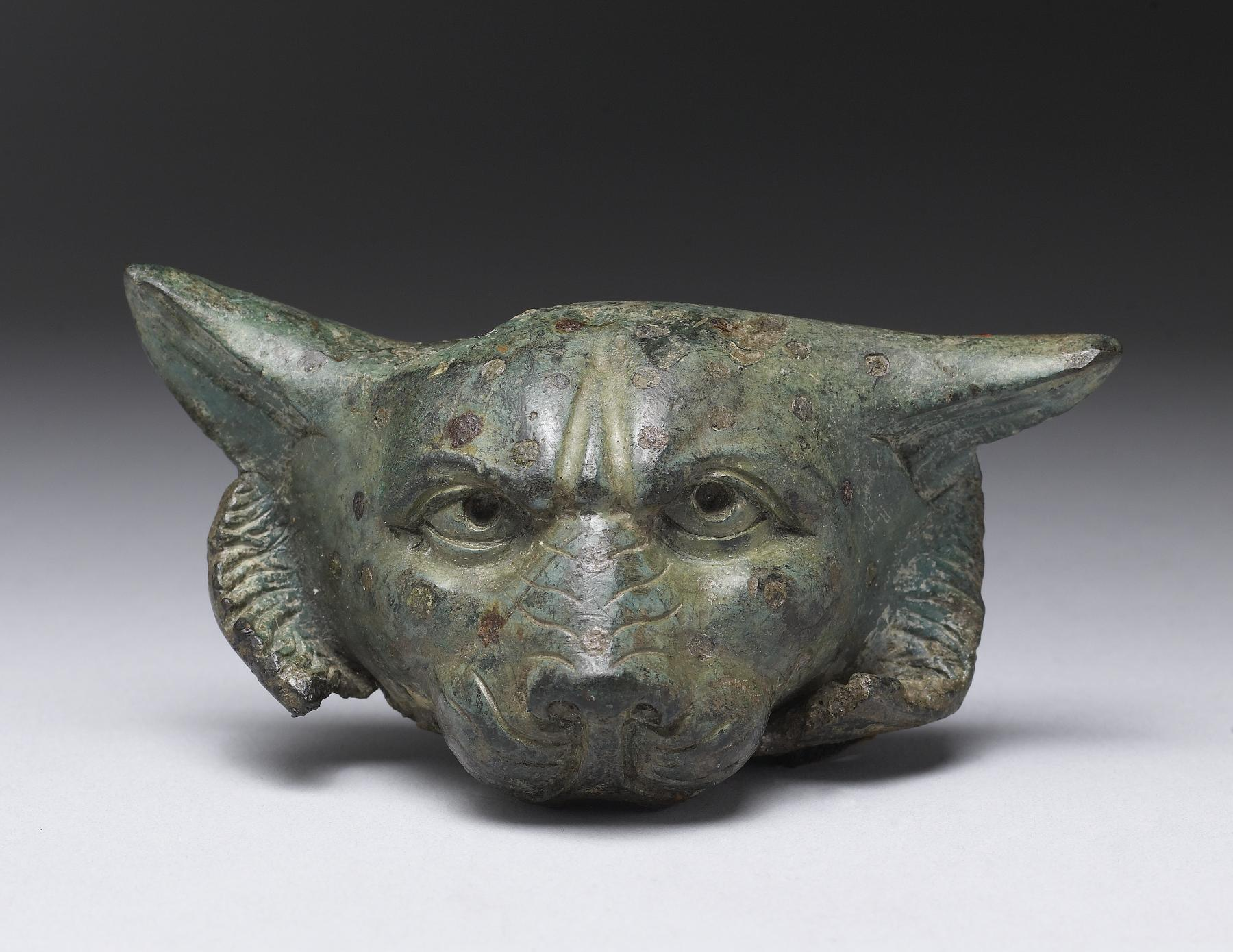
Cap de gos fet de bronze, art roma, (Walters Art Museum)

El Supplicia canum(«càstig dels gossos») era un ritual anual de tipus commemoratiu amb què els antics romans expressaven el seu menyspreu per aquests animals. No s'ha conservat cap calendari en què consti però en una obra de Joan Laurenci situa aquesta celebració el 3 d'agost.

## Origen
Al segle iv aC els romans van ser atacats pels gals, però es van poder salvar perquè els xiscles de les oques que hi havia al temple de Juno a dalt del Capitoli van alertar la població, mentre que els gossos no van complir amb la seva funció de vigilants i per això van decidir sacrificar-los. Diversos autors han tractat aquesta llegenda, amb petites diferències. Plutarc i Claudi Elià expliquen el comportament dels gossos dient que la ciutat de Roma estava sota setge i com que els gossos estaven mancats d'aliment només tenien forces per dormisquejar i cap ànim per burnar, mentre que les oques podien sortir volant a buscar-se menjar.
El 3 d'agost, però, no és una data que s'ajusti a la realitat, ja que els fets històrics narren que els gals van llançar foc a la ciutat el 19 de juliol i van mantenir setge establerts a fora de la muralla fins al febrer.

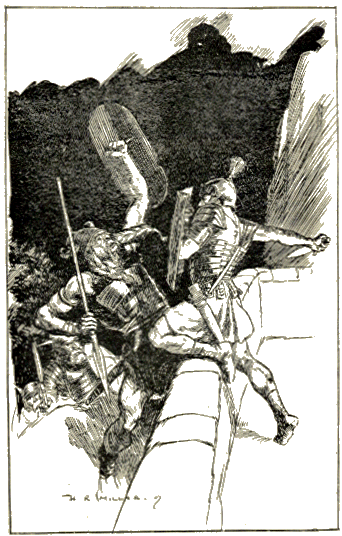
Marc Manli defensant l'arx.

En alguns relats, Marc Manli va contraatacar en resposta a l'alarma, fent fora al primer dels gals que va assolir el cim del Capitoli, el qual s'havia escolat a través de tunnels fins al temple de Júpiter. En un text es diu que Manli era custos («guardià»), de l'arx i potser també estava a càrrec de la iuventus, el col·lectiu de joves que rebien ensinistrament militar. Uns dos o tres anys després de superat l'atac gal, es diu que Manli va voler aprofitar la seva reputació d'heroi per acaparar en solitari el poder, si no podia ser com a rei, ja que la monarquia s'havia abolit feia anys, com a tirà acceptat pel senat. La idea no va agradar gens als romans, el van acusar de traïció i va ser sentenciat a mort seguint el mos maiorum, les lleis no escrites basades en el costum.
Actualment es creu que les narracions sobre aquell setge dels gals són una barreja de mite etiològic, apologia i potser la transferència d'una llegenda grega, més que una autèntica història, especialment el poc probable final del relat en què els romans van obtenir la victòria després d'un llarg setge apoderant-se de la ciutadella gràcies a les oques. Alguns erudits sospiten que la ciutadella va ser violada i que els romans van anar tapant la vergonya d'aquesta derrota amb el pas dels temps, anant afegint contalles sobre la realitat. La incongruència de l'heroisme de Manli i la seva execució per traïdoria en un temps relativament curt, semblen també un intent per amagar la vertadera història d'un desastre militar.
Altres estudiosos del tema creuen que el càstig dels gossos era originalment una cerimònia de pharmakos, però aquesta mena de rituals que en temps remots tenien molt de sentit, amb els anys van deixar de tenir-ne i llavors se li va afegir una llegenda relacionada amb un atac estranger, que la gent podia comprendre millor.

## Descripció
Els gossos eren penjats d'un pal en forma de Y, al qual Plini el Vell al segle I anomena furca, fets de fusta de sambucus. Servi Maure, en canvi, deia al segle IV que aquests pals tenien forma de creu.Plutarc, a la seva descripció fa servir una forma verbal a partir de la paraula grega σταυρός (stauros), com si els gossos anessin enclavats en estaques. Quan la crucifixió va ser abolida per Constantí, el primer emperador a convertir-se al cristianisme, la creu va ser substituïda per la furca en les sentències prescrites pel codi legal. Aquesta furca, de vegades també anomenada palus era un instrument de càstig emprat tradicionalment per lligar-hi un condemnat mentre rebia una flagel·lació: supplicium de mos maiorum («càstig d'acord amb la llei marcada per la tradició ancestral»). Al condemnat se l'immobilitzaven les mans i se li tapava el cap amb una roba. L'estaca a la qual estaven lligats era generalment un arbre mort, possiblement un arbre fruiter que havia quedat erm, que ells anomenaven arbor infelix, que tant es pot traduir per «arbre improductiu» com per «arbre amb mala sort». Es creia que els arbores infelices estaven sota la tutela dels déus de l'inframón, els dii inferi. Dins d'aquesta categoria hi havia arbres pròpiament dits i també plantes arbustives amb baies negres com el sambucus.

El fet de lligar i flagel·lar estava present en altres rituals religiosos, com ara la Lupercàlia, quan joves vestits amb pells de cabra corrien pels carrers empaitant la gent amb flagells fets amb tires de cuir fets amb pell de gos o de cabra. També per la Mamuràlia, una persona embolicada amb pells era copejada amb bastons. Tot i que no es diu enlloc que durant el ritual del Supplicia canum, els gossos fossin copejats, s'ha comparat amb el càstig tradicional de l'estaca i també amb el càstig que l'emperador Tiberi va imposar al sacerdots de Cartago dedicats a Baal, que els romans acceptaven perquè l'havien identificat amb Saturn. 

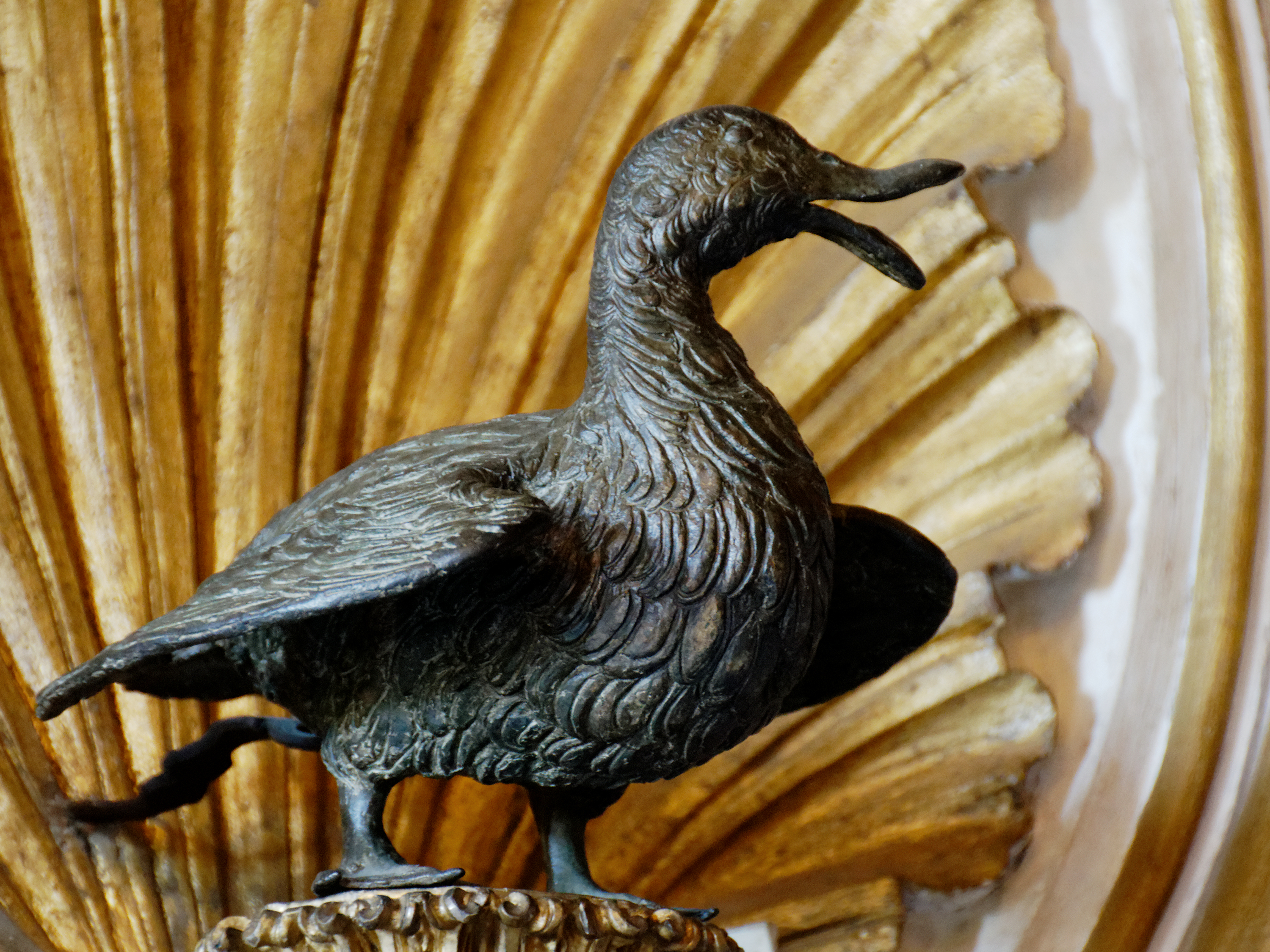
Oca de bonze, (Museus Capitolins)

El càstig el va imposar perquè corria el rumor que s'estaven sacrificant víctimes humanes, concretament nens; Tiberi volia acabar amb aquest costum salvatge i va fer enclavar els sacerdots als arbres del recinte del temple on es feien les ofrenes.
Per la celebració de la Supplicia cannum els gossos enclavats o penjats es duien en processó. El recorregut passava pel temple de Juventas i el de Summanus i acabava al Circ Màxim. A la mateixa processó, unes oques guarnides amb or i porpra eren exhibides en reconeixement de la seva intervenció salvant la ciutat durant l'episodi de l'atac gal. Els escriptors cristins Arnobi el vell i Ambròs explicaven que al segle iv, les oques i els gossos es portaven fins a una font a dalt del Capitoli.

## Els gossos a la religió romana
Els gossos o parts del cos d'un gos, formaven part de nombroses creences màgiques en la cultura grecoromana, tot i que en la religió romana eren vistos amb ambivalència. Els gossos podien ser companys dels Lares familiars, però el Flamen Dialis, el sacerdot suprem dedicat al culte de Júpiter, tenia prohibit tocar-los, per tant, eren animals impurs.

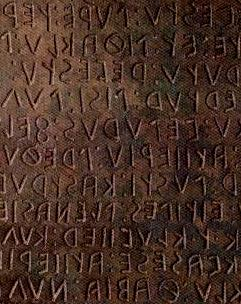
Les Taules d'Iguvium van revelar que el sacrifici de gossos era comú en altres cultures itàliques.

També es feien sacrificis amb gossos durant la Robigàlia, una celebració de primavera, amb l'objectiu d'allunyar les malalties de la collita de cereals. També hi havia l'augurium canarium («el gos dels àugurs»), que era una festa movible (conceptivae) la qual implicava un ritual amb àugurs i flamens per tal d'honorar el gos estrella, Sírius. Aquesta relació del gos i el foc de l'estrella estava en consonància amb les festivitats que se celebraven a l'agost després del supplicia canum, com la Vulcanàlia del dia 23, també relacionada amb el foc.
La tradició de sacrificar gossos també es troba en rituals d'altres pobles itàlics. Segons les Taules d'Iguvium, els umbris sacrificaven un cadell de gos a una deïtat ctònica anomenada Hondus Jovius: Li extreien els budells, algunes parts del cos les rostien i la resta quan estava reduït a cendres l'enterraven a l'altar.
Els romans sacrificaven animals domèstics i eren part de la seva dieta, però si s'oferia un gos com a víctima sacrificial als déus la seva carn es considerava no apta per al consum humà, tal com passava amb la carn de la festivitat dels Cavalls d'octubre, sacrificats en ofrena a Mart, ja que aquest aliment era exclusiu per als déus pertanyents a l'esfera del naixement i la mort com ara Hècate i Mana Genita.